# Ralph Day

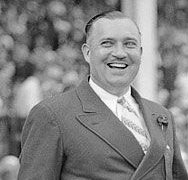
Ralph Day

Ralph C. Day (* 24. November 1889 in Toronto, Ontario; † 21. Mai 1976) war der 46. Bürgermeister von Toronto. 
Ralph Day wuchs im Torontoer Stadtbezirk Cabbagetown auf. Mit 17 Jahren ging er zur kanadischen Armee, als deren Angehöriger er im  Ersten Weltkrieg kämpfte. Er war Teilnehmer der Schlacht bei Arras im April 1917. Day begann seine politische Laufbahn in den 1930er Jahren mit der Wahl zum Stadtrat 1934. Zwischen 1938 und 1940 war er Bürgermeister von Toronto. Von 1963 bis 1972 war Day Vorsitzender der Toronto Transit Commission. Ralph Day war verheiratet und hatte zwei Töchter und einen Sohn.